# Kaempférol
Le kaempférol est un flavonoïde de type flavonol que l’on trouve dans les fraises, les brocolis, les poireaux, la feuille de murier et les épinards. C'est un pigment jaune, légèrement soluble dans l'eau et soluble dans l’éthanol chaud et l’éther diéthylénique.

## Aliments riches en kaempférol
La quantité de kaempférol trouvée varie considérablement suivant les variétés cultivées, les conditions de croissance et la saison de récolte,,. Les mesures données sont des moyennes faites sur la forme aglycone après hydrolyse des hétérosides. 
- Câpre, en conserve, 1 355 mg·kg-1
- Mure (Morus alba), 284 mg·kg-1
- Aloe vera, feuilles, 258 mg·kg-1
- Fraise (Fragaria ananassa), 193 mg·kg-1
- Ciboulette (Allium schoenoprasum), 120 mg·kg-1
- Brocoli (Brassica oleracea var italique), 100 mg·kg-1
- Livèche, céleri perpétuel, (Levisticum officinale), 70 mg·kg-1
- Epinard (Spinacia oleracea), 60 mg·kg-1
- Feuille de murier (Morus alba).

Aucune trace de kaempférol n'a été détectée dans les carottes ou l'ail.
Il a été observé que l’irradiation par des UV de l’arabette induit une synthèse du kaempférol (Lois 1994). Il est généralement considéré que l’accumulation des pigments colorés dans l’épiderme des plantes leur confère une protection contre les méfaits des rayonnements.

## Propriétés médicinales
Comme tous les flavonols, le kaempférol a une bonne activité anti-oxydante. Celle-ci peut être mise en évidence par le rôle protecteur qu’il joue lors de l’hémolyse des globules rouges du sang induite par radicaux libres. Mais Dai et al ont observé que l’efficacité anti-hémolytique du quercétol et de ses hétérosides (flavonols liés à des sucres) était nettement supérieure à celle portant un seul hydroxyle phénolique en 4’ comme le kaempférol.
La protéine tyrosine phosphatase 1B (PTP1B) est ciblée par le kaempférol présent dans les feuilles de mûrier qu'elle inhibe avec un effet thérapeutique favorable sur la maladie d'Alzheimer et le diabète sucré de type 2 (2024).

## Hétérosides
Comme de nombreux flavonols, le kaempférol est présent naturellement sous forme d'hétérosides. On peut notamment citer :
- l'afzéline (kaempférol 3-O-rhamnoside)
- l'astragaline (kaempférol 3-O-glucoside)
- la kaempféritrine (kaempférol 3,7-dirhamnoside)
- la juglanine (kaempférol 3-O-arabinoside)
- la robinine (kaempférol 3-O-robinoside-7-O-rhamnoside)
- la trifoline (kaempférol 3-O-galactoside)
- la nicotiflorine (kaempférol-3-O-rutinoside)